# Open Road
Albums de Donovan
Barabajagal
(1969) H.M.S. Donovan
(1971)
Open Road est le huitième album studio de Donovan, sorti en juillet 1970.
Après son retour en Angleterre, Donovan réunit autour de lui le guitariste Mike Thomson, le claviériste Mike O'Neil et le batteur John Carr, formant le groupe « Open Road ». Son existence est brève : peu après la sortie de l'album, Donovan abandonne le groupe pour se consacrer à sa famille. Open Road, rejoint par le chanteur et guitariste Barry Husband et le claviériste Simon Lanzon, sort un deuxième album, Windy Daze (1971), avant de disparaître.
Donovan introduit avec cet album le concept de « rock celtique » (celtic rock).

## Titres
Toutes les chansons sont de Donovan Leitch.

### Face 1
1. Changes – 2:56
2. Song for John – 2:43
3. Curry Land – 4:38
4. Joe Bean's Theme – 2:52
5. People Used To – 4:09
6. Celtic Rock – 3:37

### Face 2
1. Riki Tiki Tavi – 2:55
2. Clara Clairvoyant – 2:57
3. Roots of Oak – 4:53
4. Season of Farewell – 3:25
5. Poke at the Pope – 2:47
6. New Year's Resovolution – 4:45